# Andrónico I de Trebisonda
Andrónico I Gidos o Andrónico I de Trebisonda (en griego: Ανδρόνικος Α΄ Γίδος) fue el emperador de Trebisonda desde 1222 hasta 1235. Andrónico, era el esposo de la hija del fundador de ese estado, Alejo I de Trebisonda. Es el único gobernante de Trebisonda que no era pariente consanguíneo de Alejo I. El historiador George Finlay sugiere que pudo ser el mismo Andrónico, que fue un general de Teodoro I Láscaris, quien fundó el Imperio de Nicea. Durante su reinado, defendió con éxito un asedio a la ciudad bajo los turcos selyúcidas y liberó temporalmente al Imperio de Trebisonda de la influencia turca, aunque después apoyó al gobernante de Corasmia en una batalla sin éxito contra los selyúcidas y volvió a ser nuevamente su vasallo. Andrónico I también es considerado el primer emperador de Trebisonda en emitir monedas con su nombre inscrito en ellas. Murió en 1235 y fue sucedido por su cuñado Juan I.
| Predecesor: Alejo I | Emperador de Trebisonda 1204 - 1222 | Sucesor: Juan I |